# Maloberezanske, Tarașcea
Maloberezanske (în ucraineană Малоберезанське) este un sat în comuna Lukeanivka din raionul Tarașcea, regiunea Kiev, Ucraina.

## Demografie
Componența lingvistică a localității Maloberezanske
     Ucraineană (100%)
Conform recensământului din 2001, toată populația localității Maloberezanske era vorbitoare de ucraineană (100%).